# Động Thiên Đường

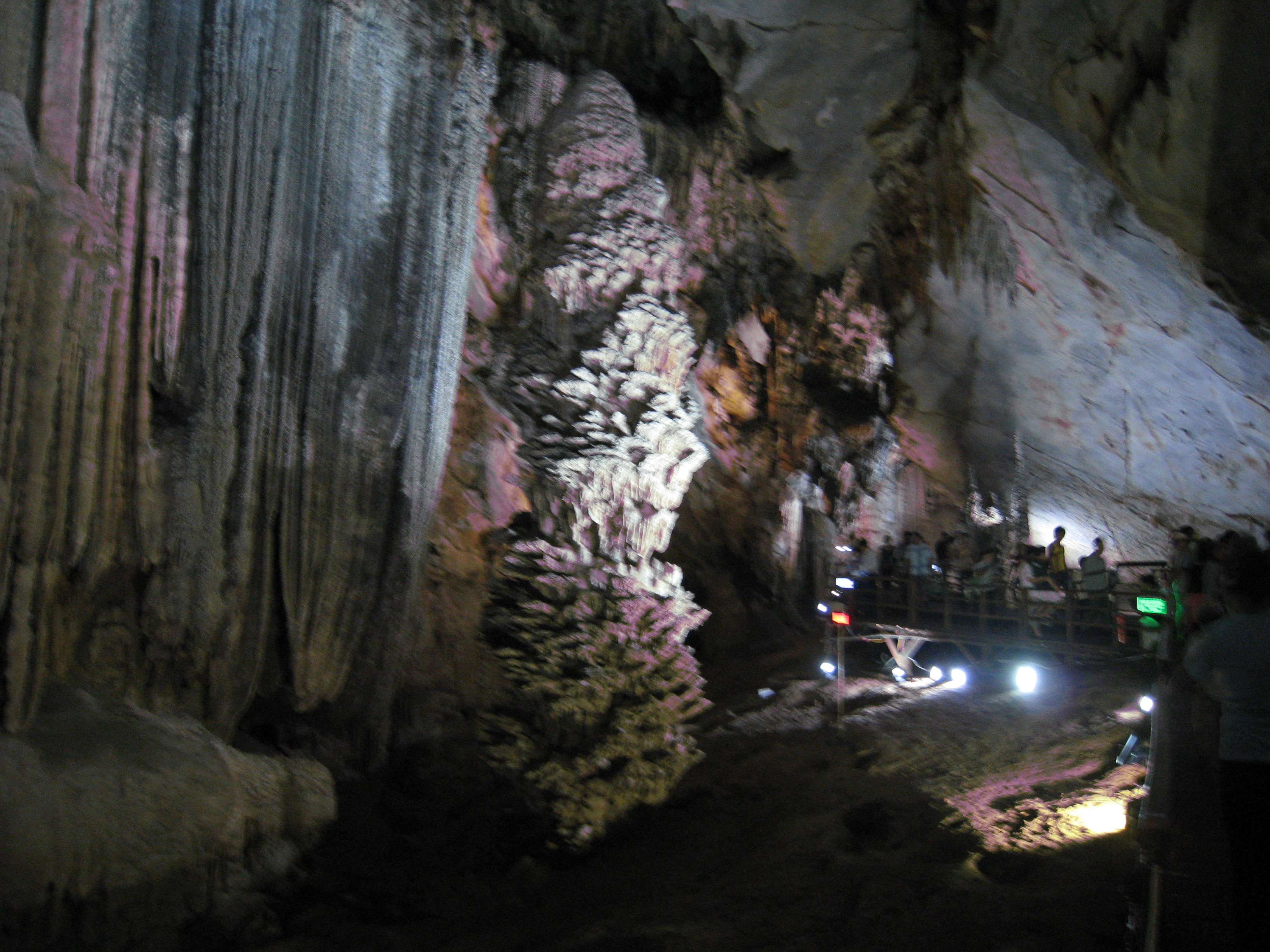
Động Thiên Đường

Động Thiên Đường là một động tại vườn quốc gia Phong Nha – Kẻ Bàng, thuộc thị trấn Phong Nha, huyện Bố Trạch, tỉnh Quảng Bình, cách Đồng Hới 60 km về phía tây bắc. Hang động này nằm trong phân khu rừng phục hồi sinh thái, thuộc vùng lõi núi đá vôi của vườn quốc gia Phong Nha – Kẻ Bàng.
Động Thiên Đường được phát hiện năm 2005, Hiệp hội hang động Hoàng gia Anh khám phá từ năm 2005-2010 và năm 2010 họ công bố hang này có tổng chiều dài là 31,4 km, hang dài nhất châu Á. Do vẻ đẹp của nhũ đá và măng đá trong hang, họ đã đặt tên hang này là Thiên Đường. Theo đánh giá của Hiệp hội Nghiên cứu hang động Anh Quốc, hang động Thiên Đường còn to lớn và đẹp hơn cả động Phong Nha.
Động Thiên Đường là một động khô, không có sông ngầm chảy qua như động Phong Nha. Theo kết quả khảo sát sơ bộ của các nhà khoa học, so với động Phong Nha thì động Thiên Đường có chiều dài và quy mô lớn hơn nhiều. Trong hang động Thiên Đường có nhiều khối thạch nhũ và măng đá kỳ ảo. Phần lớn nền đất trong động này là đất dẻo, khá bằng phẳng nên thuận tiện cho việc tham quan và thám hiểm. Nhiệt độ bên trong động Thiên Đường luôn chênh lệch so với bên ngoài khoảng 16 °C.

## Hình ảnh

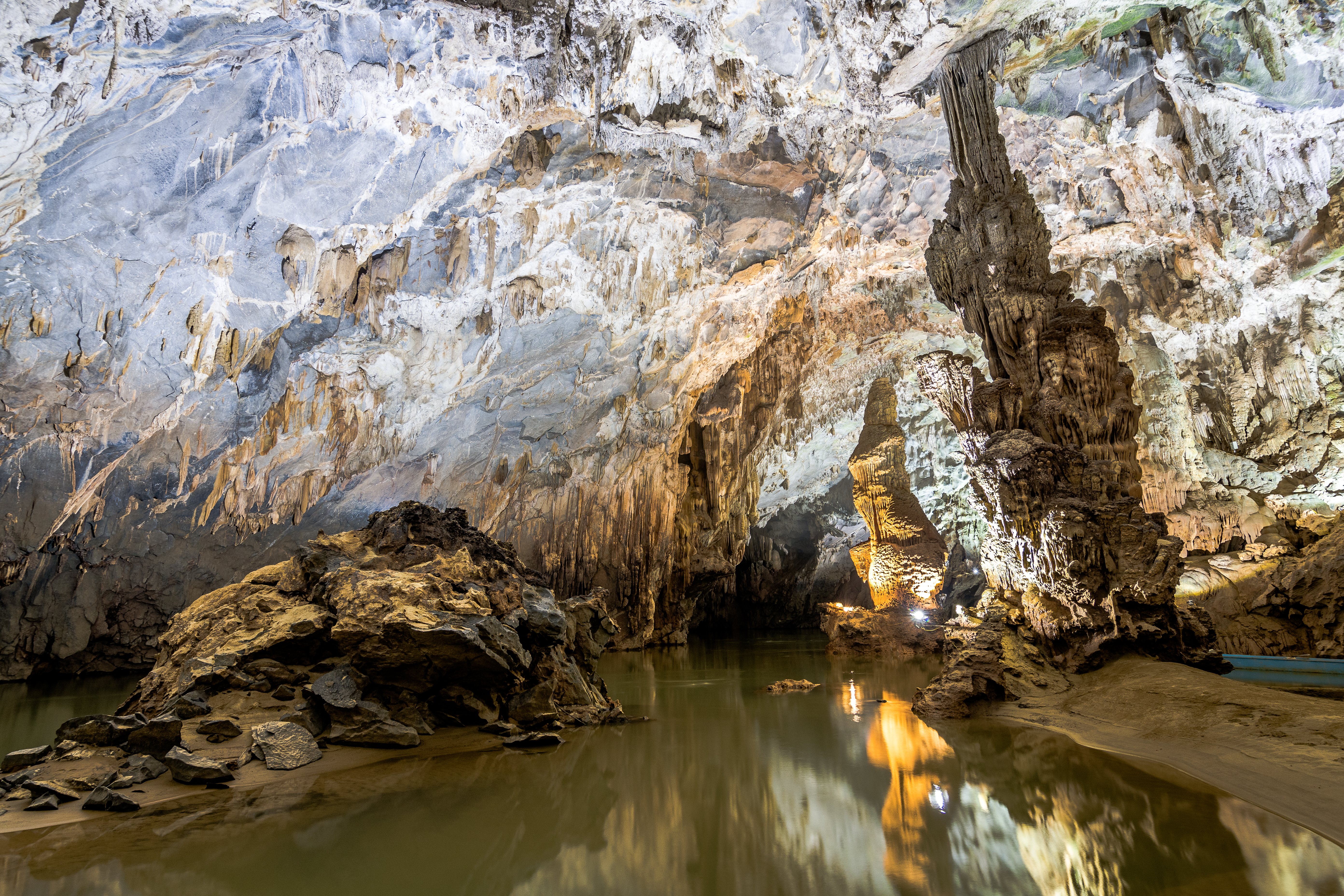
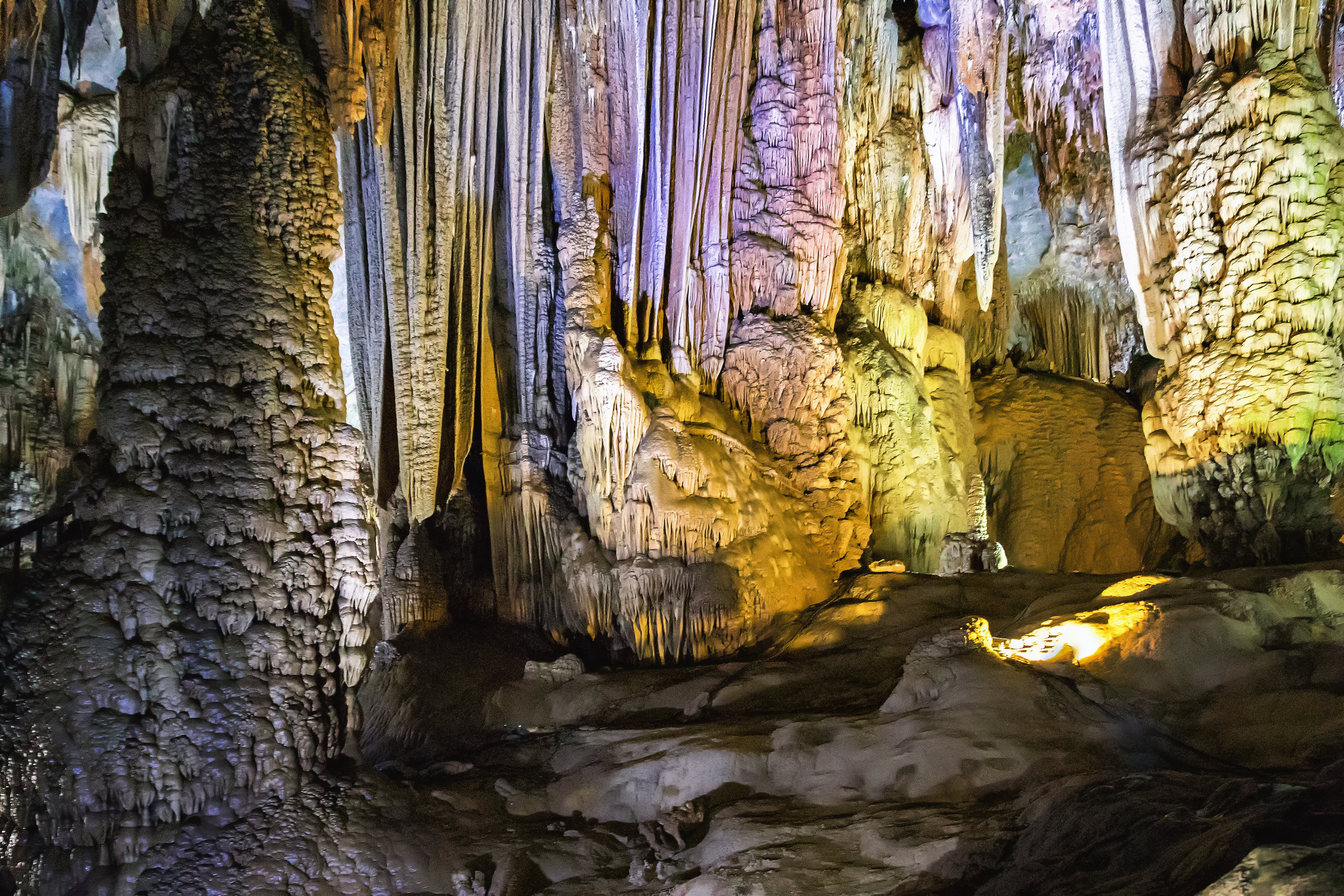
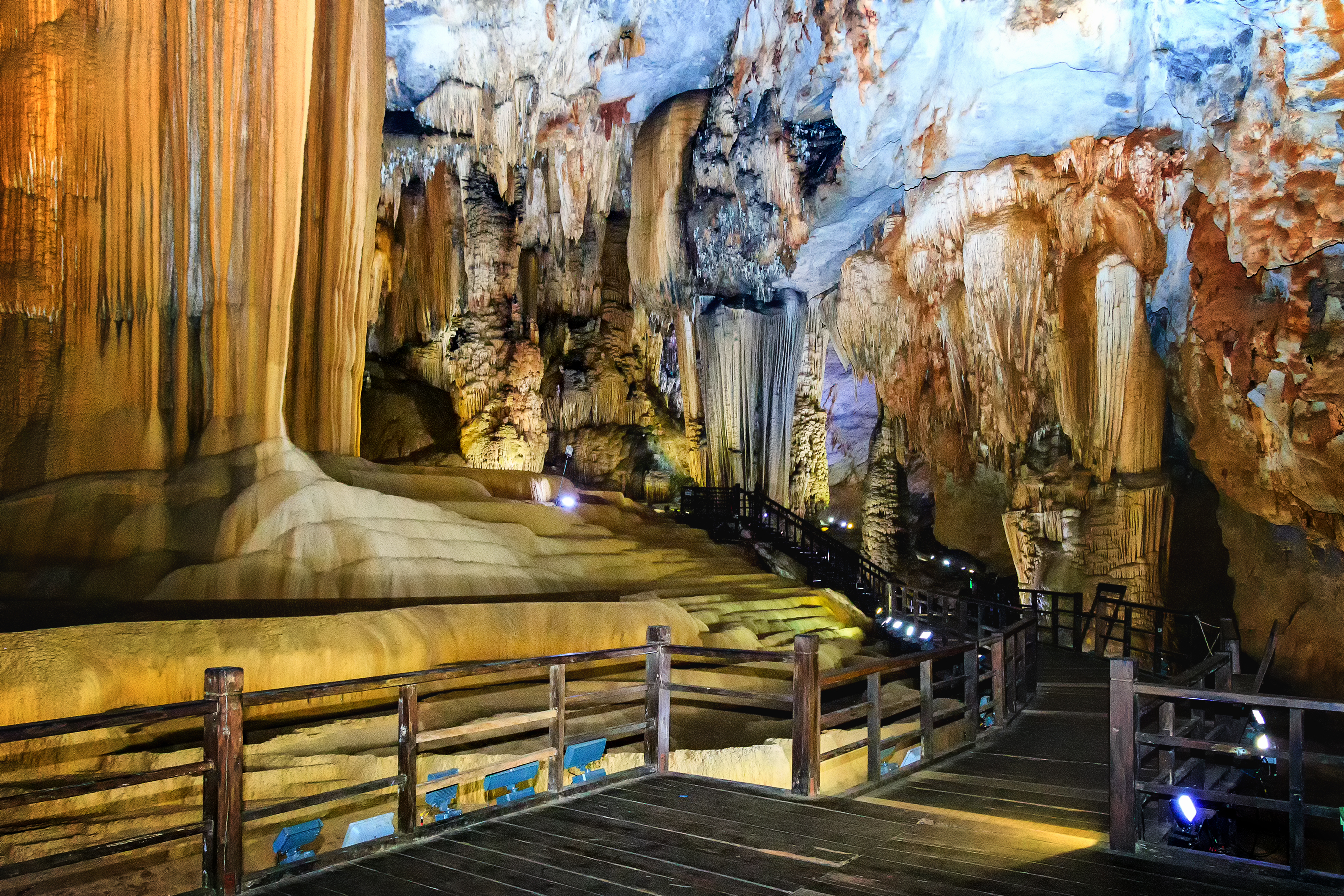
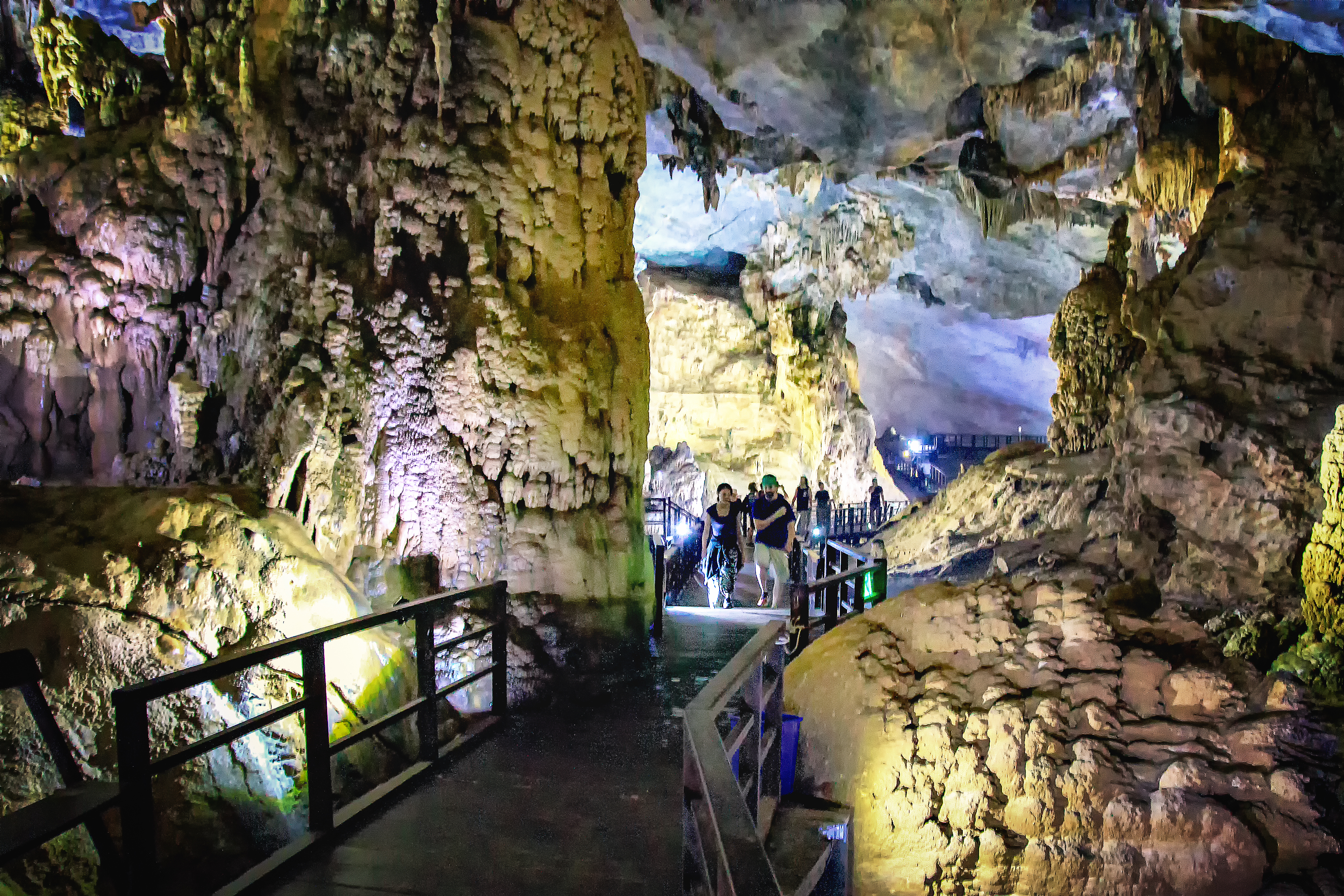
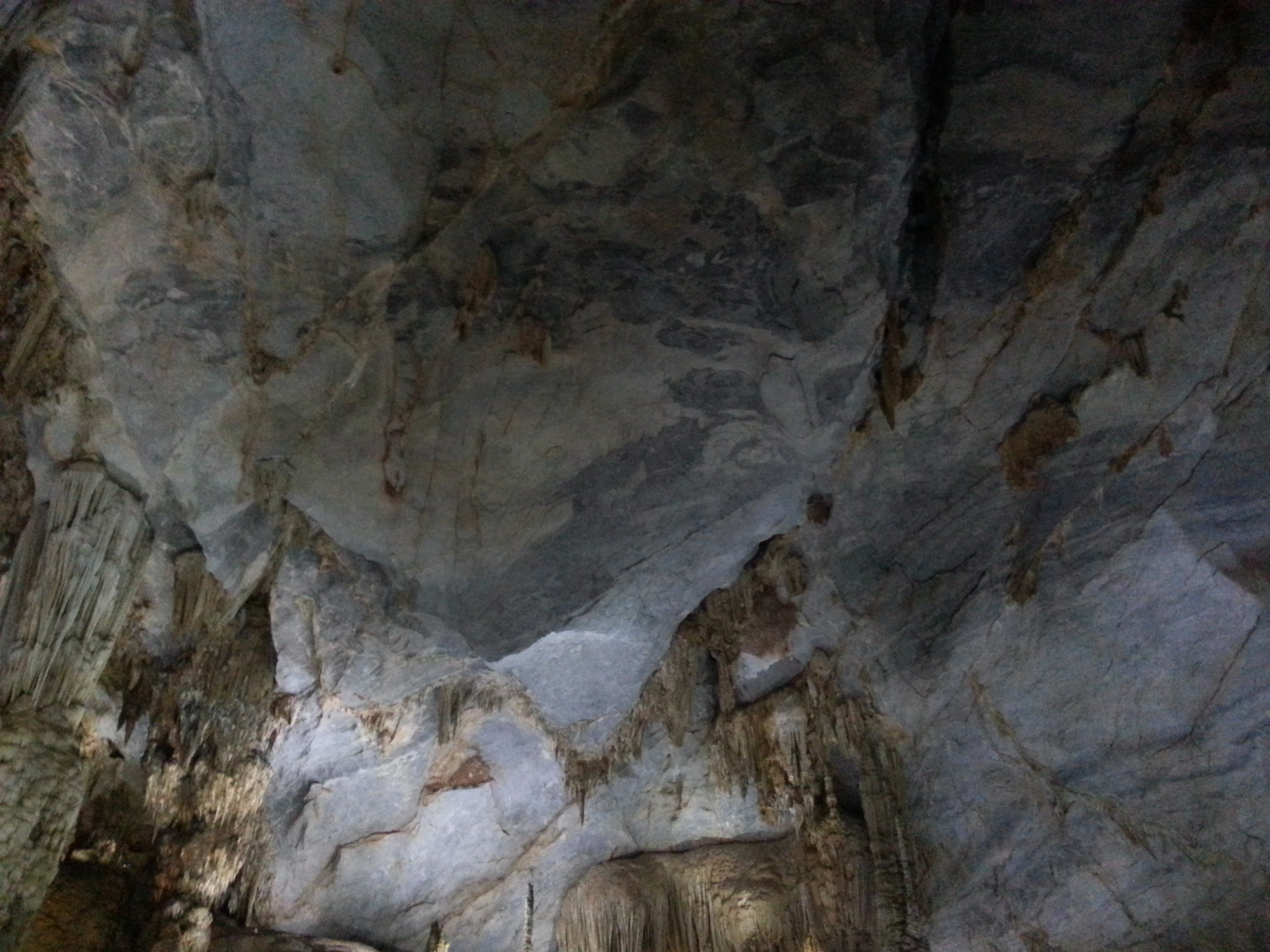
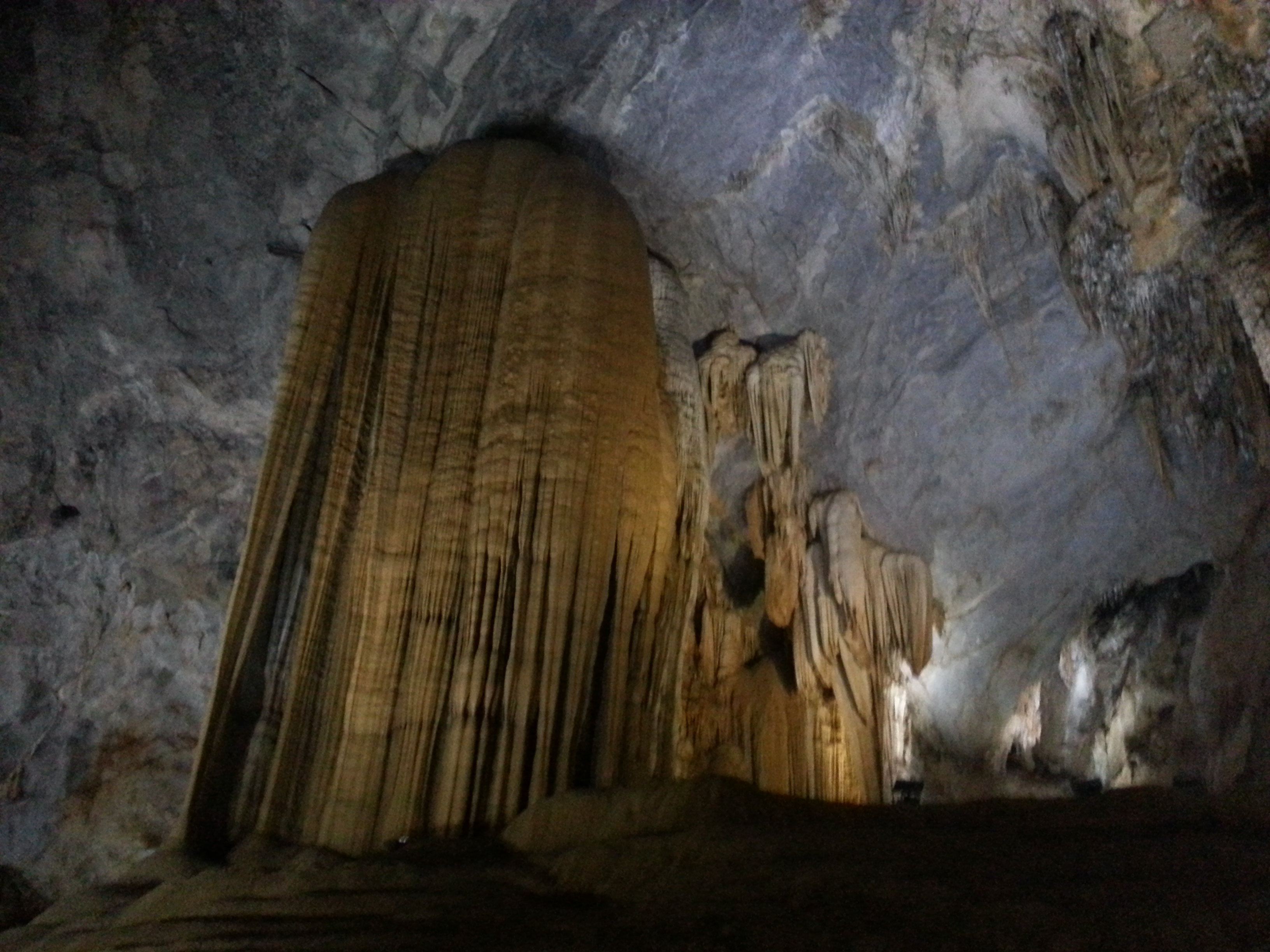
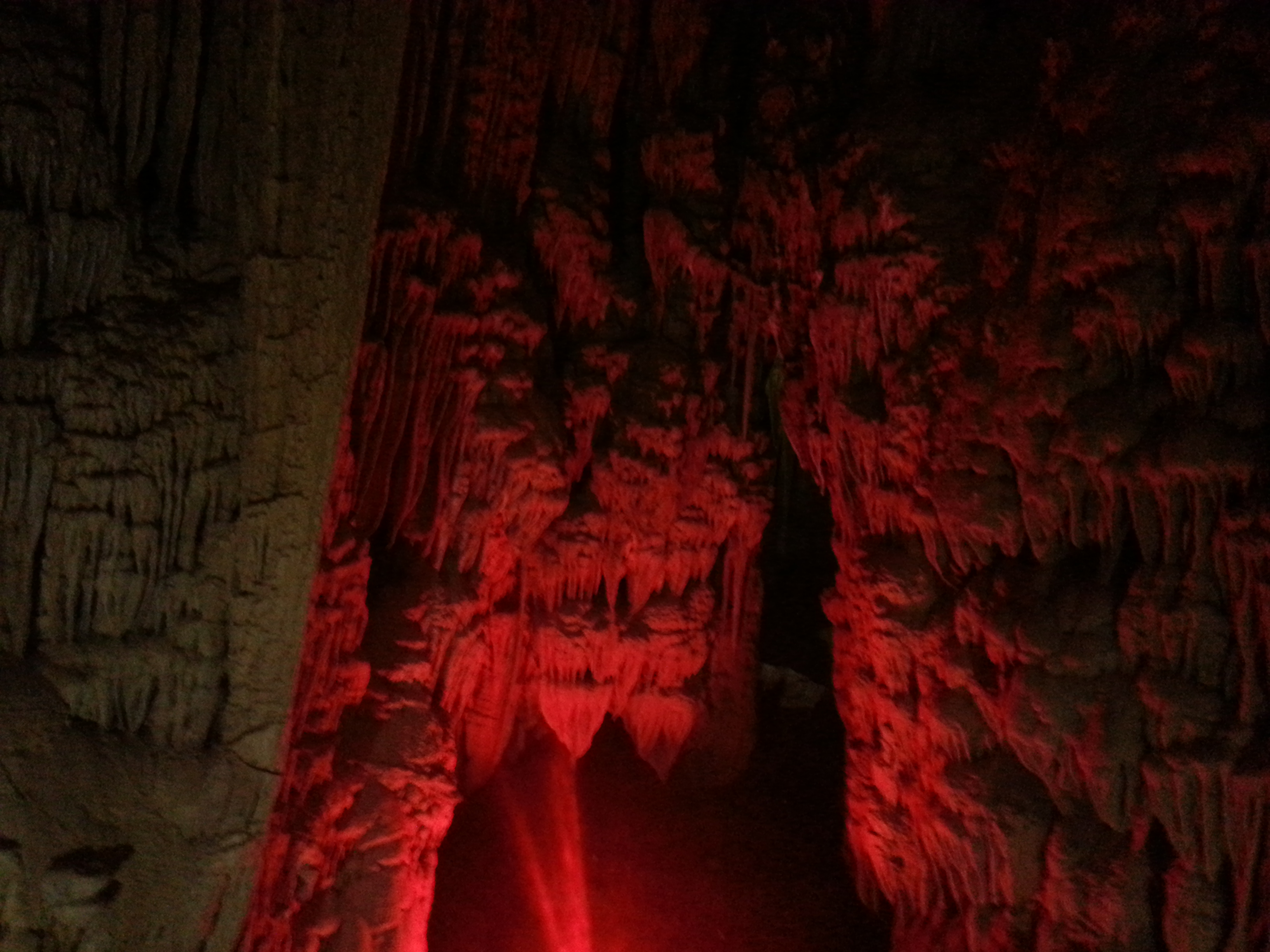
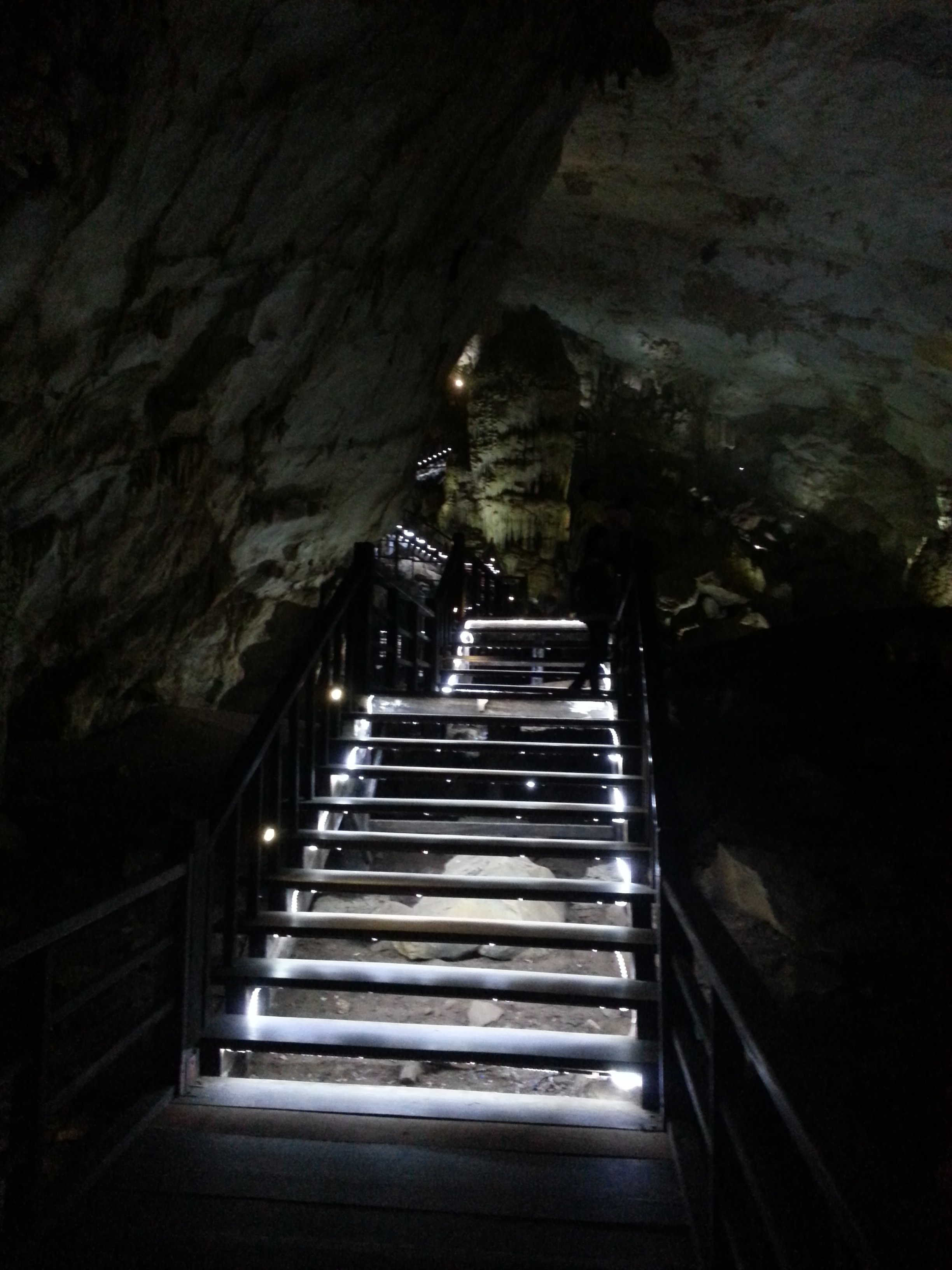
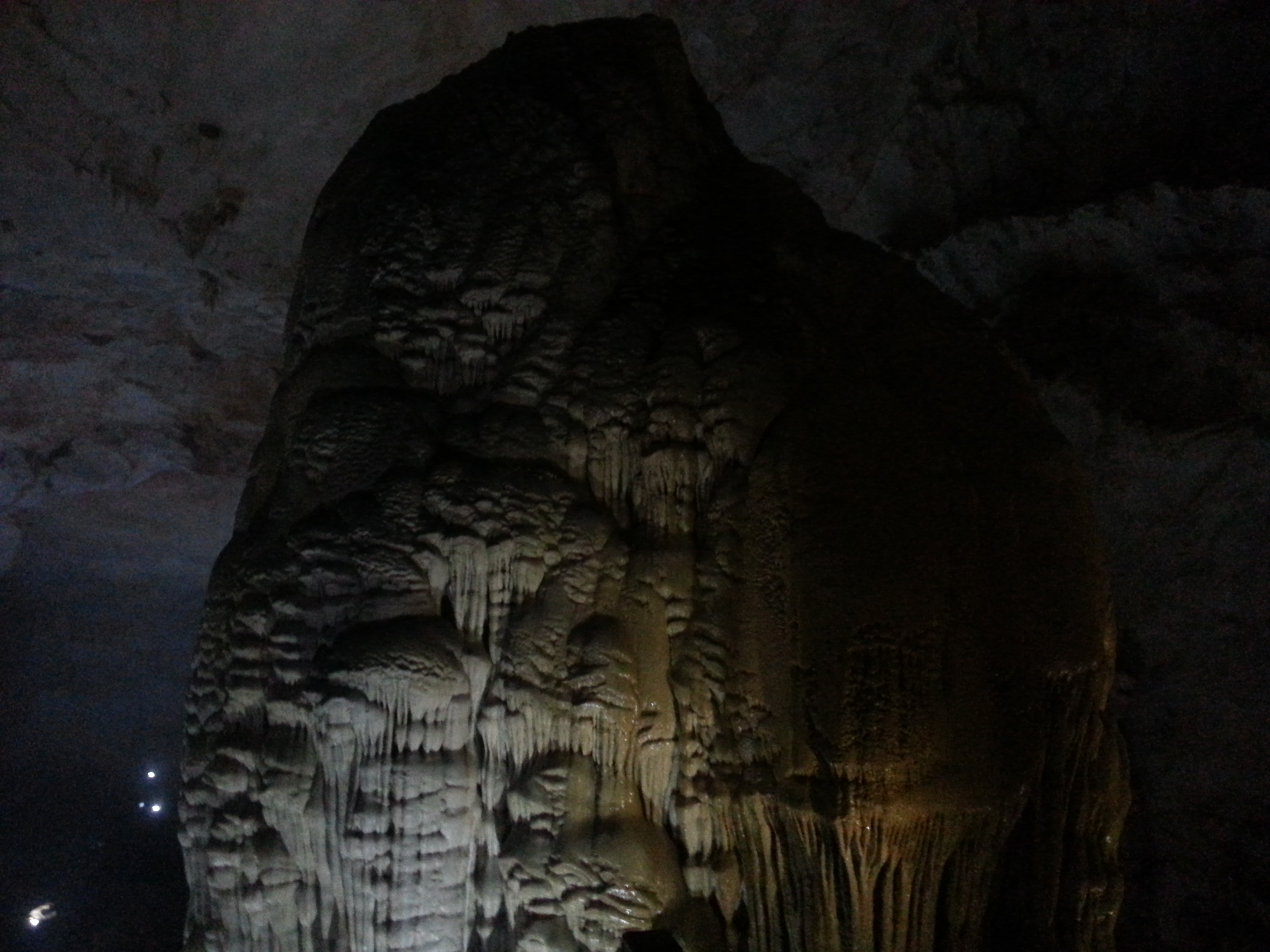
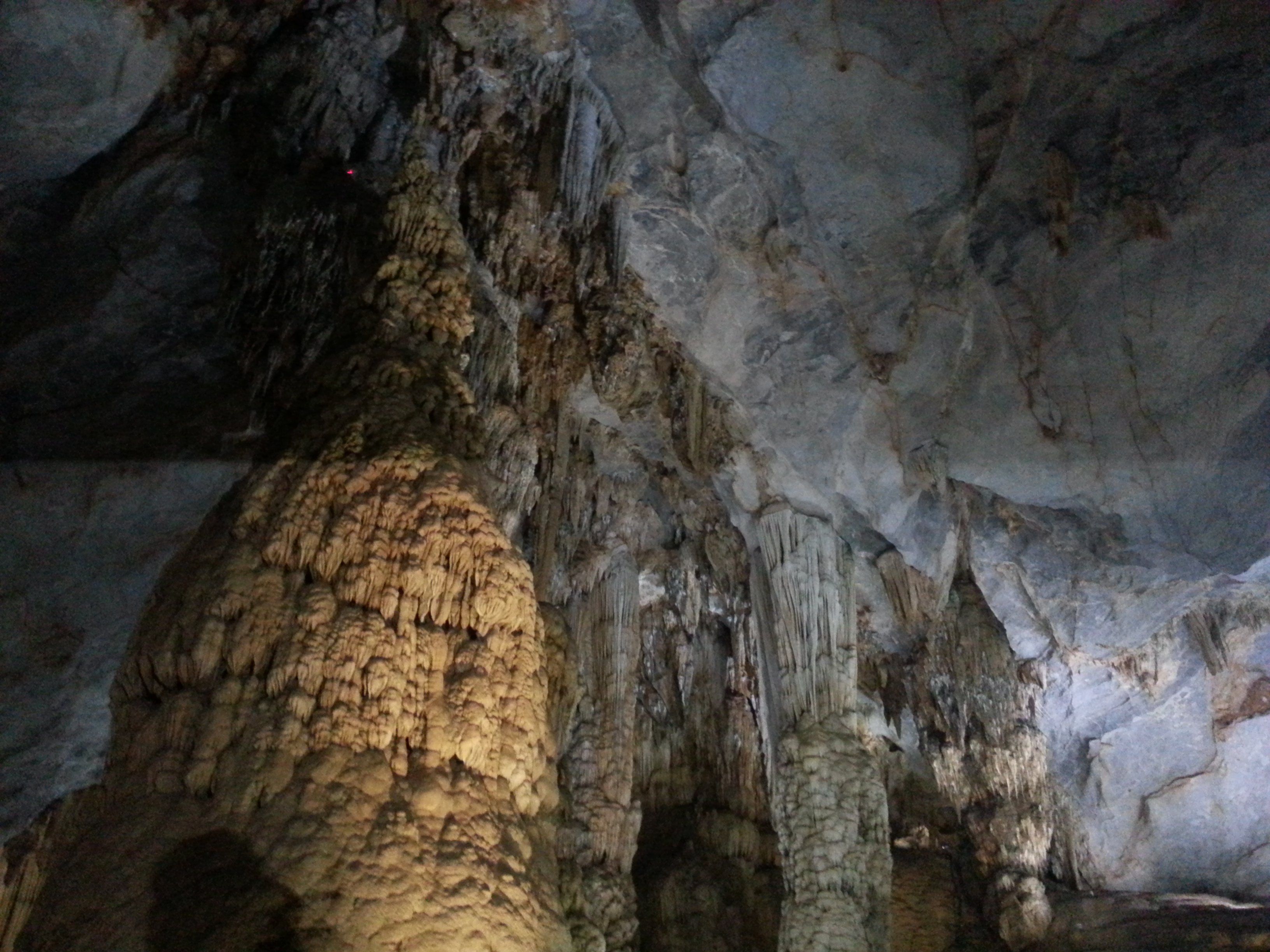

## Hoạt động du lịch
Đường bộ đến hang động Thiên Đường từ đường Hồ Chí Minh (nhánh tây) đoạn km 16, đi đến cửa động Thiên Đường dài gần 5 km. Trước khi các cơ sở phục vụ du lịch được xây dựng, muốn đến động phải băng rừng và leo lên ngọn đồi nơi có cửa động. Hang Thiên Đương đã được Tập đoàn Trường Thịnh đầu tư đường nối vào cửa động, bậc thang và đường bên trong động với chiều dài 1,1 km và đã đón khách tham quan từ ngày 3 tháng 9 năm 2010.
Sau khi đường đến cửa động được xây dựng và đưa vào khai thác du lịch từ ngày 3 tháng 9 năm 2010, cần phải xuống xe đi bộ hoặc đi xe golf thêm 1,6 km đường bề mặt bê tông dưới tán rừng thì đến chân đồi để leo 524 bậc thang đá hoặc leo 570 mét đường bằng lên cửa động.